# Pavla Moudrá
Pavla Mrhová-Mucková-Moudrá (26. ledna 1861, Praha – 10. září 1940, Praha) byla česká spisovatelka a překladatelka, autorka zejména vzpomínkových a cestopisných próz a didaktických povídek pro dívky. Překládala anglickou, americkou, francouzskou, skandinávskou a německou literaturu (např. Kipling, Carlyle, Dickens, Scott, Musset, Goncourt, Erenburg).

## Život
Byla dcerou asekuračního inženýra Františka Moudrého a Eulalie Agathy Moudré-Veselé z Bělé.
Studovala nejprve od roku 1867 na soukromé dívčí škole M. M. Peškové, v letech: 1871–1872 na farní škole u Panny Marie Sněžné, 1872–1875 na městské dívčí škole, 1875–1876 v německé klášterní škole voršilek a od roku 1876 ve francouzském penzionu B. Tasteho. Operní zpěv studovala v Pivodově pěvecké škole a herectví u Otilie Sklenářové-Malé. Krátce byla členkou Pivodova operního sboru, poté pracovala jako vychovatelka ve šlechtické rodině.
Roku 1885 se v Praze provdala za básníka Jana Mucka (1861–1901), který psal pod jménem Pavel Albieri (oddával je katecheta a básník Vojtěch Pakosta, jedním ze svědků byl František Adolf Šubert – ředitel Národního divadla) a pomáhala mu redigovat týdeník Ratibor. V roce 1887 zemřel jejich roční syn a jejich manželství se rozpadlo.
V roce 1889 založila a krátce vydávala a redigovala feministický čtrnáctideník Lada. Byla rovněž zakladatelkou a předsedkyní pražské Chelčického mírové společnosti, významného centra českého pacifismu. V letech 1889–1890 působila jako vychovatelka v rodinách volyňských Čechů v Rusku. Z cest do ciziny se v její tvorbě odrazily i pobyty v Rusku (1893) a v Dalmácii (1899). Roku 1902 se jako vdova provdala za obchodníka Antonína Mrhu (1875), s nímž žila v Neveklově na Benešovsku a později v Olomouci, kde mj. redigovala Ženskou hlídku Československého deníku. 27. 10. 1915 vystoupila z církve katolické. Roku 1917 vydává v časopise "Česká reformace" článek o úplné rovnoprávnosti mužů a žen v církvi, včetně přístupu ke kazatelskému úřadu. Zajímavé také je, že její jméno je v období první republiky zmiňováno v souvislosti s více náboženskými proudy jako Armádou spásy či bahá'í učení, jehož spisy překládala. Byla dokonce uváděna jako kontaktní osoba na náboženských brožurách.
V roce 1928 se rozvedla, ale nadále se starala o adoptivního syna. Od roku 1927 žila v Praze-Dejvicích, vydávala a redigovala časopis Sbratření (s Přemyslem Pitterem). Zemřela na podzim 1940 následkem embolie myokardu.
| „ | Bez alkoholu by prostituce byla ze dvou třetin nemožná. Alkohol je bezesporu první a hlavní kuplíř. První klesnutí dívky dosud čisté děje se v devíti případech z desíti po vypití mimořádné dávky lihovin, vnucené jí nesvědomitými svůdci. Čím hloub žena jako prostitutka klesá, tím více také pije i zas pak své oběti pitím svádí. Žena-opilec a žena-prostitutka bývá jedno a totéž, jedno bez druhého skorém neexistuje. Veškeré lascivnosti, všemu smilstvu a cizoložstvu daří se nejlépe pod vignetou lihovin. Všechna ztráta studu mravního takřka předpokládá i ztrátu rozumové příčetnosti. což je prvním příznakem otravy alkoholové. | “ |

## Spisy
- Pohádkový svět – Josef Kubička; K předvánočním starostem – Pavla Moudrá; Nejvěrnější kamarád – dobrá kniha, aneb dobrá rada nad zlato – Eva Medková
- Do rozmaru i do pláče: sbírka reminiscencí – Praha: Hejda a Tuček, 1900
- Vivisekce: úvahy o její ceně a prospěchu – Praha: Pavla Moudrá; Hejda a Tuček, 1904
- Utrpení a zlo – Nová Paka: Karel Sezemský, 1905
- Alkoholism a žena – Praha: Českoslovanský abstinentní svaz, 1910
- Světový mír
- Výhody duchovního života: veřejná přednáška – Nová Paka: K. Sezemský, 1910
- Lekníny: drama o 3 dějstvích s dohrou – Praha: P. Moudrá, 1918
- Rok dětství [Díl 1] – Praha: Josef Pelcl, 1911 — Rok dětství – ilustroval Josef Wenig. Louny: Edward Fastr, 1936
- Podstata ochrany zvířat: přednáška ze schůze na ochranu slabých v Brně 6. října 1912 – Brno: Vesna, 1912
- Utrpení a zlo: předneseno v místnostech rodiny spiritistů v Praze – Nová Paka: K. Sezemský,
- Do dívčích let – Praha: J. Pelcl, 1913 — Dívčí léta – ilustrace Josef Wenig. Louny: E. Fastr, 1936
- Na obranu spiritualismu (vědy duchovní) – Smíchov: E. Hauner, 1913
- Nový člověk: předneseno ve Vídni – Vídeň: Volný kroužek české spirit. mládeže Synthesa, 1914
- Ráj na zemi: románek z mladé domácnosti – ilustroval Miloš Slovák, Praha: F. Simáček, 1917
- Výbor přednášek – Vídeň: Vydavatelské družstvo Chelčický, 1918
- Obroda duše – Mladá Boleslav: Knihovna dorostu venkova, 1919
- Českým duším – Olomouc: výbor Církve československé, 1920
- Čtyři velká náboženství – dle spisů A. Besantové, dra Cupra, Tagorea aj. Praha: Zmatlík a Palička, 1920
- O potřebě reformy výchovy – Brno: Ústřední spolek učitelský na Moravě a ve Slezsku, 1920
- Válka a mír – Praha: F. Svoboda, 1920
- Poslání ženy ve světle theosofie – Praha: Sfinx, 1922
- Dvě rozpravy: výchova k míru: dítě a ochrana zvířat – Praha: Melantrich, 1923
- Victor Hugo o Rýnu a o dohodě francouzsko-německé: (pacifistická úvaha) – Praha: nákladem Sociální služby v Praze Karlíně, 1923
- Ženy a světový mír: (myšlenky a úvahy) – Praha: nákladem Sociální služby v Praze Karlíně, 1923
- Mírová výchova – V. Deyl, Pavla Moudrá a několik jiných autorů. Chrudim: Osvobození života, 1924
- Můj odkaz světu – Mladá Boleslav: Karel Vačlena, 1925
- První křesťané a válka – příloha časopisu Sbratření. Praha: Pavla Moudrá
- Obrození duší – Mladá Boleslav: Karel Vačlena, 1926
- Ze studánky vody živé: k posile a ovlažení – Mladá Boleslav: Karel Vačlena, 1930
- V předvečer velké doby: [aforismy z předválečných přednášek] – Praha: Práce intelektu (František Weinzettel), 1932
- Za světlem Komenského – Praha: Práce intelektu (František Weinzettel), 1933
- Život jde dál: z dívčích let do plného života. [Díl 3] – ilustroval Josef Wenig. Louny: Praha: Edvard Fastr, 1936
- Tajemství a moc lásky ... – Neveklov: Okresní osvětový sbor, 1940
- Myšlenka míru ve světových náboženstvích – Brno: Nový Lid,

### Překlady
- Krásy přírody a divy světa, ve kterém žijeme – John Lubbock; z angličtiny. Praha: Josef Pelcl, 1897
- Radosti života. Díl 1. a 2. – Sir John Lubbock, Bart; přeložili se svolením autorovým Josef Pelcl a Pavla Moudrá. Praha: Josef Pelcl, 1897
- Nesnáze individualismu: (Fabian tract 69) – Sidney Webb; z angličtiny. Praha: Josef Pelcl, 1897
- Germinie Lacerteusova: román služky – Edmund Goncourt a Julius Goncourt; z francouzštiny. Praha: Josef Pelcl, 1898
- Dvě milenky; Povídka bílého kosa – Alfred de Musset. Praha: J. Otto, 1898
- Zvony: strašidelná povídka o zvonech, jež odzváněly starému roku a vítaly nový – Charles Dickens; z angličtiny. Praha: Josef Pelcl, 1899
- Kniha džunglí – Rudyard Kipling. Praha: Vzdělávací bibliotéka, 1899 — upravil Jan Kodym. Praha: Dobrovský s. r. o., 2015
- Zpověď dítěte svého věku – Alfred de Musset; z francouzštiny. Praha: J. Otto, 1900
- Paměti – Henri Rochefort; přeložili Jaroslav Jiroušek a Pavla Moudrá. Praha: Karel Stanislav Sokol, 1903
- Druhá kniha džunglí – Rudyard Kipling. Praha: K. S. Sokol, 1901
- Červený pokoj: obrazy ze života umělců a spisovatelů – August Strindberg; ze švédštiny přeložili Karel Mrha a Pavla Moudrá. Praha: K. S. Sokol, 1901
- Dějiny francouzské revoluce – Thomas Carlyle. Praha: K. S. Sokol, 1902
- Kim – Rudyard Kipling. Praha: J. Otto, 1903
- Historické listy – Petr Aleksejevič Lavrov (P. L. Mirtov); z ruštiny. Praha: J. Pelcl, 1903
- Do střední Afriky na kře ledové. Cesty a dobrodružství bílého medvěda – Charles Squire a Frank Maclean; z angličtiny, Praha: Hejda a Tuček, 1903
- Pohádky – Rudyard Kipling; z angličtiny. Praha: Hejda a Tuček, 1904 — ilustroval Luděk Maňásek. Praha: Aventinum, 1996
- Stateční kamarádi: příběh z pobřeží novofundlandského – Rudyard Kipling. Praha: Hejda a Tuček, 1904
- Člověk a jeho těla – theosofická studie Anny Besantové; z angličtiny. Praha: Theosofický spolek, 1905
- Nejdůležitější hieroglyfy pro lidské srdce – Karl von Eckhartshausen. Královské Vinohrady: 1905
- Edoušův knoflík – Amy Le Feuvre; z angličtiny. Vídeň: Londýnská traktátní společnost, 1905
- Růže v rozkvětu: dívčí román – Louisa May Alcott; ilustroval Karel Šimůnek. Praha: Hejda a Tuček, 1906?
- Tom Sawyer detektivem – Mark Twain; z angličtiny. Praha: Hejda a Tuček, 1907
- Poslední Mohykán: pověst z roku 1757 – James Fenimore Cooper; z angličtiny; ilustroval K. Nejedlý. Praha: Hejda a Tuček, 1908
- Dějiny duchovního vývoje v Evropě – J. W. Draper; přeložili P. Novák a P. Moudrá. Praha: Karel Stanislav Sokol, 1908
- Co bude po smrti? – Cesare Lombroso; z angličtiny. Praha: Hejda a Tuček, 1908
- Prérie – J. F. Cooper; ilustroval Ladislav Nejedlý. Praha: Hejda a Tuček, 1909
- Spiritualismus a věda: pokusná bádání o psychické síle; s potvrzujícími vysvědčeními fysika C. F. Varleye, mathematika A. de Morgana, přírodozpytce A. R. Wallace, chemika R. Harea a jiných učenců – William Crookes. Praha: Hejda a Tuček, 1909
- Hrad v Karpatech – Jules Verne; z francouzštiny; čtyři ilustrace A. Šilhavého; s titulním obrazem Angela Zeyera. Praha: B. Kočí, 1909
- Dějiny duchovního vývoje v Evropě. Díl třetí, Křesťanství a věda – J. W. Draper. Praha: Karel Stanislav Sokol, 1910
- Šotkova kouzla – Rudyard Kipling; z angličtiny. Praha: Hejda a Tuček, 1910
- Stopka, Brouk a spol. – Rudyard Kipling. Praha: Hejda a Tuček, 1910
- John Hampden: z knih "Kritických a historických essayí" – T. B. Macaulay. Praha: Karel Stanislav Sokol, 1910
- Půlnoční host – Frederick M. White; ilustrace J. Ulrich: Praha: Josef R. Vilímek, 1910
- Japonské pohádky – W. E. Griffith. Praha: Hejda a Tuček,
- Nová Šotkova kouzla – Rudyard Kipling. Praha: Hejda a Tuček,
- Novelly a povídky; sv. 3. – Alfred de Musset. Praha: J. Otto, 1913
- Práva nižších – Henry S. Salt; z angličtiny. Praha: Nová kultura, 1915
- Buddhism: jako ethická kultura a náboženství vykoupení – Wolfgang Bohn; z němčiny. Klatovy: Cyrill M. Höschl, 1920
- Růže v rozkvětu: dívčí román – Luisa May Alcott; z angličtiny; ilustroval Karel Šimůnek. Praha: Hejda a Tuček
- Sociální péče jednotlivce v Praze; sv. III, Přehled sociálních zařízení Velké Prahy – Mary Emerson Hurlbutt; z angličtiny. Praha: Ministerstvo sociální péče, 1920
- Poslední dnové Pompejí. Kniha 1. – Edward George Bulwer Lytton; přeložila Pavla Moudrá; úvod napsala a verše přeložila Pavla Maternová. Praha: J. Otto, 1920
- Příběhy, jež matička příroda vyprávěla svým dětem – Jane Andrews. Praha: B. Kočí, 1924
- Život Ježíšův – Otoman Zar-Adusht Ha’nish; Část I. – autorisovaný překlad A. Pammrové. Část II. (Doplňky) – z angličtiny přeložila Pavla Moudrá. Klatovy: Cyrill M. Höschl, 1924
- Pan Ječmínek I. Pan Ječmínek II. Kousek řízku. Zářící den I. Zářící den II. Mužská věrnost – Jack London; přeložili Ivan Schulz, Pavla Moudrá, Miloš Maixner. Praha: B. Kočí, 1924
- Veliké naděje: román ve dvou dílech – Charles Dickens; z angličtiny. Praha: Melantrich, 1925
- Zůstal jí přítelem: román – A. Friesová; přeložila Pavla Moudrá. Byli si souzeni: povídka – M. Kottová. Sami dva spolu: povídka – M. Kottová. Praha: Rodina
- Láska – Jules Michelet; z francouzštiny. Praha: Josef R. Vilímek, 1925
- Zvířata hrdinové: rekovné příběhy zvířat – napsal a ilustroval Ernest Thompson Seton; přeložili Bohumil Z. Nekovařík a Pavla Moudrá. Praha: nákladem Knihovny Walden, 1925
- V říši stepního vlka: lidové zkazky z pobřeží Tichého moře – Katherine Chandler; z angličtiny. Praha: B. Kočí, 1926
- Tajemství Loveckého zámku: román – John Buchan; ilustroval F. Horník. Praha: Sfinx, 1927
- Laciné vydání spisů Breta Harta. Sv. 20, díl 1, Po staré cestě – Bret Harte. Praha: B. Kočí, 1927
- Laciné vydání spisů Breta Harta. Sv. 21, díl 2, Po staré cestě – Bret Harte. Praha: B. Kočí, 1927
- Rob Roy – Walter Scott; z angličtiny; ilustrovali E. Courboin, Godefroy, Durand, Riou a H. Toussaint. Praha: Josef R. Vilímek, 1927
- Červený pokoj: obrazy ze života umělců a spisovatelů – August Strindberg; ze švédštiny. Praha: B. Janda, 1927
- Devadesát tři: román – Victor Hugo. Praha: Rodinná knihovny Henning Franzen, 1928
- Ubožáci: román – Victor Hugo; přeložili Karel Čvančara, Jiří Nový, Pavla Moudrá. Praha: Rodinná knihovny Henning Franzen, 1928
- Syn člověka: život proroka: s 15 kresbami Rembrandtovými – Emil Ludwig; z němčiny; obálku a úpravu navrhl Josef Kaplický. Praha: Melantrich, 1928
- Woodstock: (šlechtic): příběh z r. 1651 [ve skutečnosti dílo Starožitník?] – Walter Scott; z angličtiny; ilustroval M. Edouard Toudouze. Praha: Josef R. Vilímek, 1929
- Schůzky u jezírka: povídka z Bornea – Mervyn Skipper; z angličtiny; ilustroval R. W. Coulter. Praha: Josef R. Vilímek, 1930
- Cestou ke slávě: dívčí příběh – Ethel Turner; ilustroval A. L. Salač. Praha: Vojtěch Šeba,
- Utrpením ke slávě: dívčí příběh – Ethel Turner; z angličtiny; ilustroval akademický malíř A. L. Salač. Praha: Vojtěch Šeba,
- Můj život – Mahatma Gandhi; z angličtiny; s předmluvou V. Lesnýho. Praha: Orbis, 1931
- Životní normy nové rasy: kniha Claryů (jasných) bratrstva růže a kříže – Adrian Santi. Praha: B. Kočí, 1932
- Krasavec Brok: životopis, jak jej vypravuje psíček sám – Marshall Saunders; z angličtiny; ilustroval A. L. Salač. Praha: Hejda a Tuček, 1932
- Bahá’u’lláh a nová doba – napsal J. E. Esslemont; z angličtiny. Praha: Baháistické tiskové komité, 1932
- Hanička všudybylka: dívčí příběh – Ethel Turner; ilustroval František Horník. Praha: Vojtěch Šeba, 1933?
- Horská princeznička: dívčí román – Ethel Turnerová; ilustroval J. Kousal. Praha: Vojtěch Šeba, 1933
- Překlady citátů uvedených v díle Vladimíra Hoppe Přirozené a duchovní základy světa a života – s úvodním článkem univerzitního profesora dr. Nikolaje O. Losského Krátký nástin filosofie prof. V. Hoppe; citáty přeložili: Pavla Moudrá anglické a německé, O. T. Kunstovný francouzské. Praha: Kruh přátel filosofie Vladimíra Hoppe, 1933
- Kiplingovy povídky o zvířatech – ilustroval S. Kasprzak. Praha: Josef R. Vilímek, 1934
- Hrst myšlenek z knihy Verunčina tři světla od Manfreda Kybera – z němčiny. Praha: B. Kočí, 1934
- Problém hospodářský, sociální a náboženský – J. Krishnamurti; z angličtiny. Ostrava: Hvězdy, 1935
- Stopka a spol.: příběhy tří hochů – Rudyard Kipling; ilustroval Zdeněk Burian; úvodní báseň přeložil Z. Bar. Praha: Toužimský a Moravec, 1936
- Strom spravedlnosti a jiná Šotkova kouzla – Rudyard Kipling. Praha: Josef R. Vilímek, 1937
- Nové povídky o zvířatech – Manfred Kyber; z němčiny. Praha: Jarmila Kroftová-Kočová, 1937
- Teplo života: román – Karin Michaelis; z dánštiny. Praha: Josef R. Vilímek, 1937
- Malí Indiáni – Mabel Guinnip La Rue; ilustrovali Maud Petersham a Miska Petersham; z angličtiny; upravil Kuzma. Praha: Toužímský a Moravec, 1938 — grafická úprava Michaela Vydrová. Praha: Toužímský a Moravec, 1993
- Marcelčino štěstí – Ethel Turner; ilustroval František Horník. Praha: Vojtěch Šeba, 1938
- Sedm rarášků – Ethel Turner; ilustroval František Horník. Praha: Vojtěch Šeba, 1938
- Cestou ke slávě: dívčí příběh – Ethel Turnerová; ilustroval A. L. Salač. Praha: Vojtěch Šeba, 1939?
- Candida: hra o třech dějstvích – Georg Bernard Shaw; z angličtiny; upravil Miloš Nedbal. Praha: Dilia, 1958
- Tvůj sluha pes – Rudyard Kipling; upravila Jana Pacnerová; ilustroval J. G. Stampe. Praha: Road, 1992
- Druhá vlast – Jules Verne; ilustrace G. Roux; původní překlad jazykově upravil Petr Dorňák. Brno: Návrat, 1998 — Druhá vlast – Jules Verne; původní překlad Pavla Moudrá; 54 původních rytin, 13 chromotypografií a mapa George Roux; 6 původních rytin Yan Dargent a P. Joliet. Žalkovice: Josef Vybíral, 2018
- Tucet povídek – Rudyard Kipling; ilustroval Luděk Maňásek; z angličtiny přeložili a upravili Pavla Moudrá a Pavel Gaudore. Praha: Aventinum, 2010
- Přirozený obraz vztahů mezi Bohem, člověkem a vesmírem – Louis-Claude de Saint-Martin; s přihlédnutím k rukopisnému překladu Pavly Moudré z francouzského originálu přeložil Jakub Hlaváček. Praha: Malvem, 2016

### Jiné
- Pohádky u kolovrátku – z nejlepších báchorek jinojazyčných vybrali Pavla Moudrá a P. Projsa; ilustrovali: V. Bartoněk, J. F. Hetteš, P. Körber, K. Y. Muttich, F. Slabý, K. Štapfr, K. Thůma, J. Ulrich. Praha: I. L. Kober, 1902
- Z báječné říše – z nejlepších báchorek jinojazyčných vybrali Pavla Moudrá a P. Projsa; ilustrovali: V. Bartoněk, J. F. Hetteš, P. Körber, K. Y. Muttich, F. Slabý, K. Štapfr, K. Thůma, J. Ulrich. Praha: I. L. Kober, 1902
- Mírová čítanka pro mládež – sestavily Pavla Moudrá a Jindřiška Wurmová. Jihlava: O. Kypr, 1913
- William Booth a jeho Armáda spásy – Jos. B. Nežárecký; předmluvu napsala Pavla Moudrá. Praha: Štětka, 1914
- Mírová čítanka – redakce Pavly Moudré. Klatovy: Cyrill M. Höschl, 1920
- Pacifismus a obrana – Přemysl Pitter. Praha: vydala Pavla Moudrá, 1931
- Školačky a školáci – z různých pramenů sebrala; ilustroval František Horník. Praha: Vojtěch Šeba, 1935

## V populární kultuře
Pavla Moudrá je zmíněna ve druhém díle Haškova Švejka, kdy jednoroční dobrovolník Marek vypráví o událostech předcházejících jeho zatčení „Hajzly lítaly sem a tam, jako by to bylo nějaké dětské říkadlo od Pavly Moudré.“